# Cryptoditha
Genre
Cryptoditha est un genre de pseudoscorpions de la famille des Tridenchthoniidae.

## Distribution
Les espèces de ce genre sont endémiques du Brésil.

## Liste des espèces
Selon Pseudoscorpions of the World (version 3.0) :
- Cryptoditha elegans (Beier, 1931)
- Cryptoditha francisi (Feio, 1945)

## Publication originale
- Chamberlin & Chamberlin, 1945 : The genera and species of the Tridenchthoniidae (Dithidae). A family of the arachnid order Chelonethida. Bulletin of the University of Utah, Biological Series, vol. 9, no 2, p. 1-67 (texte intégral).